# Amerykańskie Towarzystwo Meteorologiczne

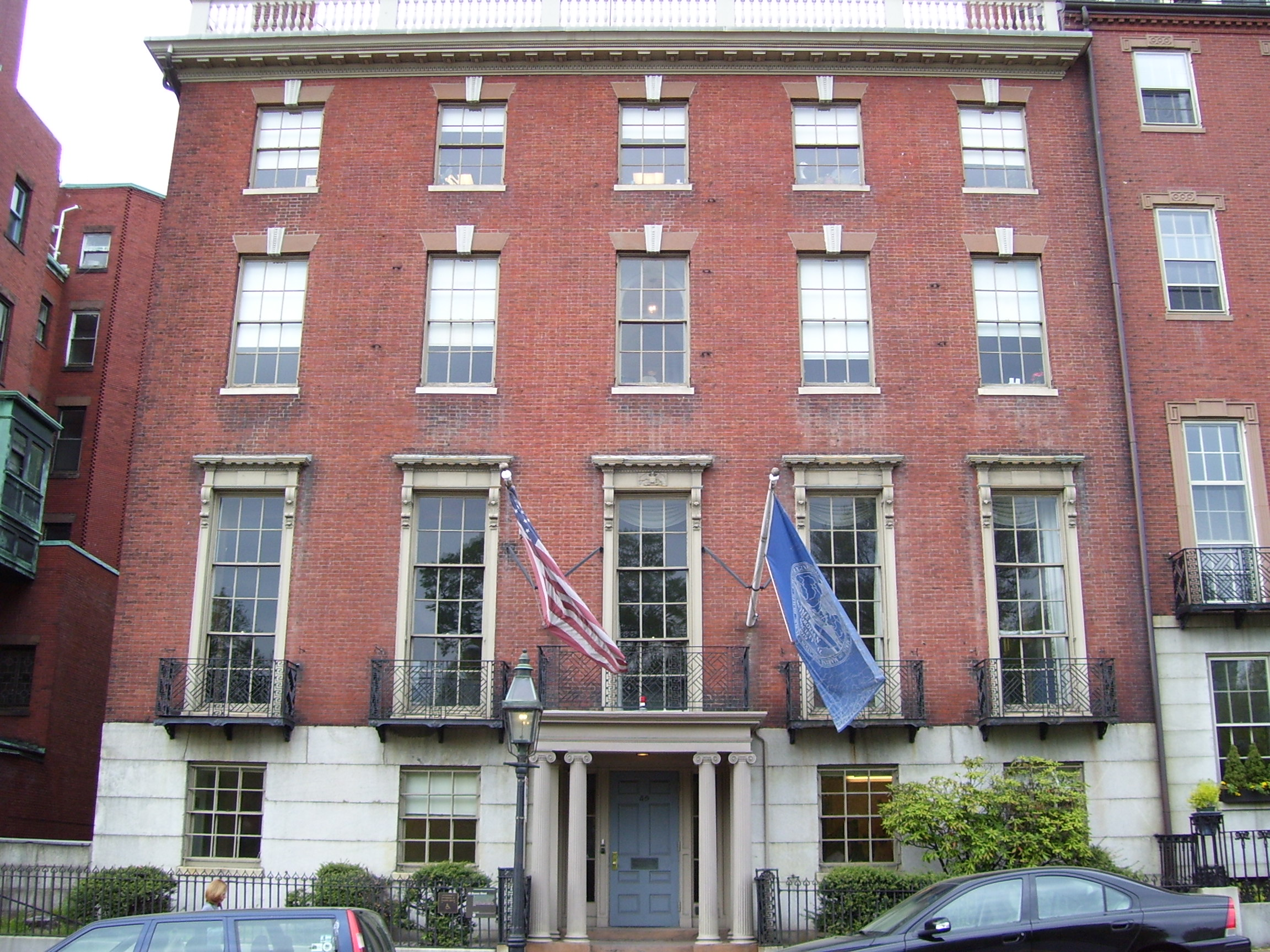
Siedziba w Bostonie

Amerykańskie Towarzystwo Meteorologiczne (ang. American Meteorological Society, w skrócie AMS) zrzesza około 11 000 naukowców (dane z początku 2006), studentów i osób zawodowo związanych z meteorologią, fizyką atmosfery i pokrewnymi dziedzinami. AMS organizuje około 12 konferencji rocznie. Stowarzyszenie zostało założone w 1919 roku. Członkiem AMS może być każda osoba, która ma magisterium lub licencjat z dziedzin pokrewnych meteorologii i fizyce atmosfery. Medale AMS-u przydzielane są za wybitne osiągnięcia w fizyce atmosfery i oceanografii. Najważniejszym wyróżnieniem meteorologicznym jest Medal Carla-Gustafa Rossby, a najważniejszym wyróżnieniem w oceanografii jest Medal Sverdrupa.

## Publikacje
AMS wydaje 9 czasopism dotyczących m.in. fizyki atmosfery, klimatu, oceanografii, hydrologii. Biuletynem i najstarszym wydawnictwem jest Bulletin of the American Meteorological Society w skrócie nazywany BAMS-em. Od stycznia 2006 roku wszystkie artykuły z czasopism AMS-u starsze niż 5 lat dostępne są bezpłatnie.